# Albano di Lucania
Albano di Lucania es una ciudad italiana de la provincia de Potenza, en Basilicata. Posee 1.495 habitantes. 

## Geografía
Se eleva 899 metros sobre el nivel del mar (Monte de San Leonardo) en la provincia centro-oeste, y limita con el noreste de la provincia de Matera . Limita con los municipios de: Campomaggiore (6 km), Trivigno (13 km), San Chirico Nuovo (15 km), Castelmezzano y Pietrapertosa (17 km), Tolve y Tricarico (MT) (18 km), Brindisi di Montagna (20 km), Vaglio Basilicata (22 km) y Calciano (MT) (27 km). Está de 34 km de la capital de provincia Potenza.

## Evolución demográfica
| Gráfica de evolución demográfica de Albano di Lucania entre 1861 y 2001 |
|                                                                         |
| Fuente ISTAT - elaboración gráfica de Wikipedia                         |

- Datos: Q52512
- Multimedia: Albano di Lucania / Q52512

1. ↑  Worldpostalcodes.org, código postal n.º 85010.
2. ↑  «Codici Catastali». Comuni-italiani.it (en italiano). Consultado el 29 de abril de 2017.